# Trzin
Trzin () je naselje in sedež tretje najmanjše in gospodarsko najbolj uspešne slovenske občine. Do leta 1998 je Trzin spadal pod občino Domžale, danes pa je samostojna občina z enim naseljem in več kot 4000 prebivalci. Z Ljubljano in Domžalami oz. Kamnikom je Trzin povezan z železniško progo, ki ima na območju naselja kar tri postajališča (Trzin, Trzin Mlake in Trzin industrijska cona) ter z avtobusnimi linijami.

## Delitev naselja

#### Stari Trzin - vas
Nahaja se med hribom Onger na zahodu in Trzinskim poljem na vzhodu. V tem delu se nahaja Osnovna šola Trzin, občino, cerkev sv. Florijana, gasilski dom in nekaj kmetij.

#### Novi Trzin - Mlake
Razvil se je na zahodni strani Ongerja. Je stanovanjsko naselje, nastalo na nekdanjem močvirju. Tu stoji banka, vrtec in nekaj lokalov.

#### Obrtno Industrijska cona Trzin
Je najnovejši del Trzina, ki je nastal leta 1985. Leži zahodno od novega dela in se je prav tako razvil na močvirnih tleh. Je ena najuspešnejših slovenskih industrijskih con. Tam se nahaja tudi pošta.

## Geografija

### Lega
Trzin leži v okolici Domžal, na obrobju Kamniškobistriškega polja. Meji na občine Mengeš, Ljubljana (Četrtno skupnost Črnuče) in Domžale.
Nadmorska višina je 299 m.

### Vode
Skozi kraj teče reka Pšata, ki izvira pod Krvavcem in se kasneje izliva v Kamniško Bistrico.

## Zgodovina
Najstarejša ohranjena listina, v kateri je zapisano ime kraja, je bila napisana 15. maja 1273. Gre za dokument nemškega viteškega reda s katerim je kranjski deželni glavar potrdil, da se je Viljem Svibenjski v korist Nemškega viteškega reda odpovedal pravicam do šestih kmetij v Trzinu, kraj sam pa je v listini zapisan z imenom Direzin. Kasneje so naselje omenjali še večkrat, njegovo ime pa so izpisovali različno: Terzzein, Terzeyn, Trezein ali Tersein.
O poselitvi na tem področju v rimski dobi pričajo izkopanine ob nekdanji rimski cesti Emona-Celeia, ki je vodila tudi skozi Trzin. V skalni razpoki kamnoloma pa so našli kamnito kladivasto sekiro iz mlajše kamene dobe, ki nakazuje, da so ljudje obiskovali območje Trzina že v tistih časih, mogoče pa so se na območju Trzina zadrževali tudi stalno. 
Janez Vajkard Valvazor je zapisal, da so Trzinci sloveli po izdelovanju postelj, pletenju ribiških mrež ter izdelovanju ribiških palic in vrvi. Sicer pa so se Trzinci v glavnem preživljali z živinorejo in obdelovanjem zemlje. Ker polja, ki jih je na jugu naselja omejevalo močvirje, niso mogla povsem zadovoljiti potreb po hrani, so se številni oprijemali tudi dodatnih, dopolnilnih dejavnosti.
Po nekaterih pričevanjih Janeza Vajkarda Valvazorja so kljub močni ofenzivi Vikingov preko nemških plemenskih območij kleni trzinski možje ustavili njihova vpade. S tem je Trzin omogočil razcvet takratnih južno slovanskih plemen v enotno državo.
Zelo veliko Trzincev se je ukvarjalo z mesarstvom - tako rekoč v vsaki drugi hiši so imeli mesarja ali pa vsaj klavca. Bili so cenjeni izdelovalci in prodajalci klobas - med drugim naj bi bili prav trzinski mesarji tisti, ki so začeli izdelovati klobase, ki se jih je kasneje prijelo ime kranjska klobasa. Nekateri so se ukvarjali tudi z mešetarjenjem in prekupčevanjem z živino, kot prevozniki - furmani, pa so bili nekateri Trzinci znani vse do Celovca.
Trzinci so se, predvsem s svojim junaštvom, večkrat zapisali v zgodovino. Leta 1528 so skupaj z Mengšani in prebivalci Goričice, današnjih Domžal, na mengeškem polju premagali oddelek Turkov, ki so plenili po okoliških krajih.
8. septembra 1813 so Trzinci Avstrijcem pomagali na mengeškem polju premagati Napoleonove vojake, saj so njihove vojake pripeljali za hrbet 7.000 glave francoske vojske, ki jim je poveljeval general Belotti.
V času francoske zasedbe naših krajev so se tudi na trzinskem območju pojavili rokovnjači, ki so ostali še po tem, ko so se Francozi že umaknili. V ljudskem izročilu je ohranjenih še precej zgodb o rokovnjaških podvigih, še najbolj odmevna pa je bila smrt enega najbolj znanih rokovnjačev - Dimeža, ki so ga imenovali tudi strah in trepet kranjske dežele. Dimež (Franc Sicherl) se je 20.1.1862 skupaj s pajdašem Pepelnakom (Matijcem Mlakarjem) z dimom zadušil v trzinski opekarni.
V Trzinu se je leta 1851 rodil Ivan Hribar politik, bankir, publicist in diplomat, predvsem znan po svojem patriotizmu.
Precej trzinskih fantov se je borilo na frontah I. svetovne vojne, bili pa so tudi borci za severno mejo pod poveljstvom generala Maistra. Na frontah te vojne je padlo 11 Trzincev, štirje pa so bili pogrešani. Kot zanimivost pa je treba omeniti, da je bilo med I. svetovno vojno v Trzinu tudi letališče z oporiščem za 32 vojaških letal. II. svetovna vojna je od Trzincev zahtevala še večji davek, čeprav Nemci v Trzinu nikoli niso imeli svoje postojanke. Med vojno je padlo 24 vaščanov, trije so padli kot talci, eden je bil živ sežgan, pet jih je umrlo v internaciji, izselili pa so 79 Trzincev.
Trzin je odigral pomembno vlogo v slovenski osamosvojitveni vojni leta 1991, saj sta se ob trzinskem mostu čez Pšato 27.6.1991 spopadli JLA in Teritorialna obramba Republike Slovenije, ki šteje za eno pomembnejših bitk, v kateri so padli štirje vojaki JLA in en pripadnik TO.

## Razvoj občine in lokalne samouprave

### Pred prvo svetovno vojno
Prve omembe Trzina segajo v leto 1273, ko je Nemški viteški red v Ljubljani pridobil 6 hub v Trzinu (Direzinu). Po razlagi Rudolfa Badjurja v knjigi Ljudska geografija pomenijo trzni manj vredne travnike, kar v našem primeru ustreza zamočvirjeni okolici. S tem je razložen izvor imena Trzin.
Lokalno samoupravo v demokratičnih družbah poznajo že več stoletij. V Evropi se prvič pojavi že v srednjem veku, najprej se je začela pojavljati v srednjeveških mestih. Ta so pridobila pravico organizirati sejme, skrbeti za javni red in mir. Uprava se je takrat vršila po oblasteh, okrožjih, srezih in občinah.
Začetki samouprave na naših tleh segajo v obdobje francoske zasedbe in Ilirskih provinc, podlaga njihovi razmejitvi pa so bile že pred tem ustanovljene katastrske občine. Francozi so leta 1810 znotraj Ilirskih provinc iz katastrskih občin sestavili komune in okraje odpravili. Uvedli so državno sodstvo po okrajih, le-ti so se združevali v distrikte. Trzin je spadal pod Kamnik, celotno območje pa je sodilo v ljubljanski distrikt.

### Med obema vojnama
Prvi organ oblasti po razpadu Avstro – Ogrske leta 1918 je bila Narodna vlada za Slovenijo oziroma točneje Narodna vlada SHS v Ljubljani. Razdeljena je bila na 12 poverjeništev (po sporazumu vodstev takratnih strank - njen predsednik je bil Josip vitez Pogačnik) in predlagana s strani Narodnega sveta za Slovenijo in Narodnega vijeća v Zagrebu. Naredba celokupne vlade o prehodni upravi na ozemlju SHS je bila objavljena 14. novembra 1918 v Uradnem listu Narodne vlade SHS v Ljubljani. Določa, da je Narodna vlada v Ljubljani najvišja instanca za vse upravne zadeve.
Leta 1921 je bila tudi na našem območju razglašena vidovdanska ustava, ki je zadevala tudi področje lokalne samouprave. Trzin je spadal pod občino Domžale, katera pa je spadala v srez Kamnik. Kamnik pa je spadal pod Ljubljansko oblast.

### Po drugi svetovni vojni
Med drugo svetovno vojno se začnejo ustanavljati novi organi Narodnoosvobodilnega odbora v osvobojenih delih Jugoslavije, v Sloveniji pa tudi ustanavljati terenski odbori Osvobodilne fronte. Šele z letom 1946 je začel veljati Zakon o ljudskih odborih in določi, da so ljudski odbori temeljni organi državne oblasti, ki pa se oblikuje na krajevni, mestni, okrajni, okrožni in oblastni ravni.
Leta 1955 je bil uveden komunalni sistem, število občin se je takrat drastično zmanjšalo (iz 3811 na 561) in povečal njihov teritorij. Občina je postala temeljna celica državnega pravnega reda ter s tem dobi status komune. Komuna oz. občina tako opravi okoli 80 % nalog države. Leta 1974 občina postane samoupravna in temeljna družbenopolitična skupnost, ki je zasnovana na družbeni lastnini. Ljudska skupščina LRS je novi zakon o upravni razdelitvi Slovenije – Zakon o območjih okrajev in občin v Ljudski republiki Sloveniji - sprejela 28. junija 1955.

### Samostojna Slovenija
Z novo državno ureditvijo smo dobili tudi spremembe v državni upravi in lokalni samoupravi. Leta 1994 je Zakon o referendumu za ustanovitev občin prinesel 2 možna modela oblikovanja občin: ali bi imela Slovenija po novem 163 občin z minimalno 5000 prebivalci, ali pa bi ustanovili 239 občin z minimalno 3000 prebivalci. Ozemlje Slovenije so razdelili na 340 referendumskih območij. 29. 5. 1994 je bil izveden referendum o ustanovitvi občin.
Na podlagi tega je bilo  ozemlje Slovenije razdeljeno na 5 okrožij. Okrožno mesto Ljubljana je bilo razdeljeno na 10 mestnih četrti, druga okrožja pa so bila razdeljena na 28 okrajev, ki so bili razdeljeni na kraje.
Pri sprejetju ustave in zakona o lokalni samoupravi (1994) je vodstvo krajevne skupnosti Trzin podprlo zamisel, da tudi Trzin postane samostojna občina. Skladno s tem so bila krajanom Trzina na referendumu ponujene kar tri možnosti, ali so za to, da Trzin postane samostojna občina, da Trzin postane del nove občine Mengeš in vprašanje  ali Trzin ostane v ravno tako novoustanovljeni občini Domžale. Največ volivcev, ki so se udeležili referenduma, je izbralo tretjo možnost.  O vzrokih za tako odločitev Trzincev je težko ugibati. 21. junija 1998 je ponovno prišlo do referenduma tudi na območju predlagane občine Trzin. Tokrat je bil izid glasovanja pozitiven. Glasovanja se je udeležilo 58,63 % volilnih upravičencev (1434) in od teh, ki so se udeležili glasovanja, jih je 73,41% (1052) glasovalo za ustanovitev občine.
Danes ima občina Trzin 3.925 prebivalcev in število stalno narašča. Čeprav je Trzin tretja najmanjša občina v Sloveniji, spada med razvite, bogatejše in gospodarsko pomembnejše območje naše države.  Občina meji na Mestno občino Ljubljana, hkrati pa je križišče pomembnih tradicionalnih poti proti Štajerski in Gorenjski, kar prispeva k živahnemu poslovnemu utripu kraja, eden od adutov pa je tudi bližina ljubljanskega letališča Jožeta Pučnika Ljubljana.

## Ustanove
Osnovna šola Trzin je bila ustanovljena leta 1985, sprva se je imenovala Osnovna šola Edvard Kardelj a je naziv po osamosvojitvi Slovenije tudi spremenila. Do ustanovitve so trzinski otroci (po končanem četrtem letu osnovne šole, ki je bila v prostorih današnje občine) v šolo hodili v Mengeš ali Domžale. 
Danes ima šola osemnajst oddelkov od prvega razreda devetletke do devetega razreda devetletke. V zadnjem letu je bilo vpisanih 351 učenk in učencev. V letih od 2003 do 2005 je bila šola dograjena z dvema prizidkoma za potrebe devetletne osnovne šole. V okviru šole delujejo številne interesne dejavnosti na kulturnem, naravoslovnem, družboslovnem, tehničnem in športnem področju.
V sklopu javnega zavoda OŠ Trzin sta tudi oddelka Palčica in Žabica, ki skrbita za varstvo in vzgojo predšolskih otrok.
Občina Trzin: Od leta 1894 je Trzin imel svojo občino in tudi orožniško postajo, kjer je občinske zadeve vodil rihtar z dvema pomočnikoma. Ob nastajanju občin v drugi polovici 19. stoletja, je tudi Trzin dobil svoj občinski urad, ki je samostojno deloval do nemške okupacije. Nemci so Trzin priključili k mengeški občini. Na prvih volitvah so izvolili odbornike krajevnega ljudskega odbora, ki je samostojno deloval do leta 1952, nato pa so kraj ponovno pridružili Mengšu oz. tamkajšnji krajevni skupnosti. Leta 1970 se Trzin ponovno osamosvoji in postane samostojna krajevna skupnost, ki deluje znotraj občine Domžale. Samostojna občina pa postane konec leta 1998. Župan občine je g. Peter Ložar.
V Trzinu je leta 1983 nastalo planinsko društvo, ki je dobilo za marsikoga nenavadno ime Onger - to je vzpetina (378 m), ki se zajeda med »stari« in »novi« del Trzina. Društvo je pripomoglo, da je planinstvo v Trzinu dobilo domovinsko pravico.
Cerkev sv. Florijana je bila zgrajena v 14. stoletju in doživela kar nekaj prenov (tudi ob potresu leta 1895). V njej najdemo številne umetnine znanih umetnikov kot so: F. Jelovšek, L. Layer, M. Koželj in Jože Plečnik. V listinah je prvič omenjena leta 1526 in sicer kot podružnica mengeške župnije. Cerkev sv. Florijana je samostojna župnija od leta 1974.
Center Ivana Hribarja Trzin je dom več ustanov oz. društev.
Ena od pomembnih kulturnih središč v Trzinu je KUD Franc Kotar Trzin - Kulturno Umetniško Društvo Trzin. 16. decembra 1924, ko se je društvo ustanovilo, se je društvo imenovalo Nepolitično izobraževalno društvo Trzin. Na zahtevo takratnih oblasti se je moralo društvo najprej v letu 1948 preimenovati v Izobraževalno umetniško društvo (IZUD). Pod imenom Kulturno umetniško društvo Franc Kotar Trzin deluje od 3. marca 1970. V letih od 1995 do 2005 se je delo društva, razen otroških pravljičnih iger, usmerjalo v ulično in »cirkuško« gledališče, s katerim  skupina Teater CIZAMO redno gostuje tudi v tujini. Društvo ime več skupin: dramsko, gibalno igralsko, študentsko ter žensko vokalno. 

## Društva v Trzinu
- Turistično društvo Kanja Trzin
- Kulturno umetniško društvo Franc Kotar Trzin
- Planinsko društvo Onger - Trzin
- Orientacijski klub Trzin
- Kolesarsko društvo FELIXI
- Košarkarski klub UTRIP
- Strelsko društvo Trzin
- Društvo za napredek in razvoj Trzina
- Smučarsko društvo Trzin
- Športno društvo Trzin